# Ptocasius
Ptocasius is een geslacht van spinnen uit de familie springspinnen (Salticidae).

## Soorten
De volgende soorten zijn bij het geslacht ingedeeld:
- Ptocasius fulvonitens Simon, 1902
- Ptocasius gratiosus Peckham & Peckham, 1907
- Ptocasius kinhi Żabka, 1985
- Ptocasius linzhiensis Hu, 2001
- Ptocasius montiformis Song, 1991
- Ptocasius plumipalpis (Thorell, 1895)
- Ptocasius songi Logunov, 1995
- Ptocasius strupifer Simon, 1901
- Ptocasius variegatus Logunov, 1995
- Ptocasius vittatus Song, 1991
- Ptocasius weyersi Simon, 1885
- Ptocasius yunnanensis Song, 1991